# Château-Thébaud
Château-Thébaud é uma comuna francesa na região administrativa da Pays de la Loire, no departamento de Loire-Atlantique. Estende-se por uma área de 17,64 km². Em 2010 a comuna tinha 3 233 habitantes (densidade: 183,3 hab./km²).